# Mykoła Kuczmij
Mykoła Serhijowycz Kuczmij (ukr. Микола Сергійович Кучмій; ur. 28 lutego 1992) – ukraiński zapaśnik startujący w obu stylach. Piąty na mistrzostwach świata w 2017. Brązowy medalista mistrzostw Europy w 2020 i wojskowych MŚ w 2013 i 2025. Trzeci w indywidualnym Pucharze Świata w 2020. Szósty w Pucharze Świata w 2017. Wicemistrz Europy U-23 w 2015 roku.
Po dyskwalifikacji Kiryła Hryszczanki otrzymał brązowy medal igrzysk europejskich w 2019.